# 應承完
應承完（？—？），浙江寧波府奉化縣人，明朝政治人物。

## 生平
洪武二十七年（1394年）三甲第二十九名进士。授吉安府泰和縣知縣，当地人好于诉讼，外人都称难以管治。而承完则竭力治理，乡里秩序安康。